# ギター・アンプ用真空管
ギター・アンプ用真空管（ギター・アンプようしんくうかん）では、ギター・アンプに用いられる真空管について述べる。

## 概要
ギター・アンプに使われる真空管はその使われる場所により、「プリアンプ管（電圧増幅管）」、「パワー管（出力管）」、「整流管」に分けられる。
有名なギター・アンプを多く生産しているのは米英のメーカーであるが、プリアンプ管については基本的に米英共通で、12AX7(ECC83)、12AT7(ECC81)、12AU7(ECC82)、12AY7(6072A)などがよく使われる。一方、パワー管については、フェンダーなどの米国アンプメーカーは、6L6または6V6、対してマーシャルなどの英国アンプメーカーはEL34(6CA7)、EL84(6BQ5)を採用することが多い。このことからそれぞれ、「アメリカン・サウンド」、「ヨーロピアン・サウンド」などと呼ばれている。
過去、真空管工場は米英をはじめとする各国にあった。RCA、Sylvania、GE、Philips、Tung-Sol、Mullardなどのメーカーが知られる。しかし、1980年代中頃にはすべて生産をやめてしまい、2014年現在は主にロシア、中国、スロバキアの三国で量産されている。
ロシアにはふたつ大きな「工場」があり、ひとつはReflector、もうひとつはSvetlanaである。
Reflectorとは、旧ソ連時代の軍需企業体(Reflector-JSC)のことで、実際にギター・アンプ用の真空管を生産しているのは、主にEkspopulであるが、一般に企業体名のReflectorが使われている。なお、Reflector-JSCのあるサラトフ市は1992年まで、特に外国人の立ち入りの制限された秘密都市であった。Ekspopulは1998年、米国New Sensorに売却され、現在、同社の工場となっている。旧ソ連時代に数多く開発された軍用管の技術ベースを持ち、多くの種類の真空管を生産している。Sovtek、Electro-Harmonixなどのブランドとして知られており、最近はMullard、Tung-Sol、さらには後述のSvetlanaのブランドなどでも生産している。
Svetlanaはサンクトペテルブルク（旧レニングラード）にある。Reflectorと同様に企業体(Svetlana-JSC)である。数社がギター・アンプ用の真空管を生産し、一般に企業体名のSvetlanaが使われている。旧ソ連時代に数多く開発された軍用管の技術ベースを持ち、高品質の真空管を数多く生産している。なお、Svetlanaのロゴには、Cロゴ（羽が生えた "C' マーク(Winged-C)）とSロゴのふたつがある。SロゴはSvetlanaの世界総代理店であった米国Svetlana Electron Devices倒産時に米国New Sensorに売却された。このためSロゴは現在、Svetlanaで生産されている真空管には使用されていない（現在のSロゴSvetlana真空管は、Reflectorが生産し、米国New SensorがSロゴSvetlanaとして販売、つまり現在のSロゴSvetlanaは上述のReflector製真空管であることに注意）。
中国にはShuguang（曙光電子）がある。前身は曙光真空管廠である。往年の欧米の真空管をより高品質なものとしてコピーしたものや、全ての電気的特性をオリジナルのものの定格以上にした、ハイスペック・チューブなどを数多く生産している。
スロバキアにはJJ-Electronicがある。チェコスロバキアが分裂する前、Teslaがあった。分裂時にスロバキア側でこれを引き継いだのが、JJ-Electronicである。ノーマル管と全ての電気的特性をオリジナルのものの定格以上にした、ハイスペックなJJゴールドなどを生産している。JJはアメリカで安く販売されているため、Groove Tubesなどにも流用されている。
真空管は半導体素子ほどではないが個体差やバラツキがあり、また負帰還なしもしくは少量の帰還を施した回路で使われるため素子の特性がそのままアンプの特性となりやすいので、昔からメーカーで選別、ランク付けされたものが販売されてきたが、今日では真空管の調達と選別を専門とする会社がある。Groove Tubes やRuby、TAD、MESA（ギター・アンプメーカーの MESA/BOOGIE が自社選別、真空管のみ入手できる）などである。より良質な真空管が欲しければ、これらの選別会社を経由した製品を入手するのがよい。また、そのまま差し替えのできる真空管でも、製造工場や型番によって、音の傾向が違うため、好みのものを探すことも肝要である。

## オーディオ用真空管と真空管式ギター・アンプ
理想の増幅素子は、入力インピーダンスが高く、出力インピーダンスが低いものであるが、真空管は原理的に入出力ともに高インピーダンスの「電圧増幅素子」であり、強い電流を得るのには向かない。この特性に合わせ、当初のスピーカは、クリスタルスピーカ、あるいはマグネチックスピーカといった、高インピーダンスのいわゆる電圧駆動型のものが使われていた。
真空管の出力インピーダンスは改良して低くしても、数百Ω程度までが限度、よって一般的には、出力トランスを用い、ダイナミックスピーカをドライブする以外にない。そこで、オーディオ用真空管は電気的直線性もさることながら、この出力トランスやダイナミックスピーカと協調し「心地よく聞こえる」ための「ヒトの耳」による開発と改良が進められた。これが今日でも真空管式ギター・アンプなどに使われるパワー管となっている。
通常、真空管式ギター・アンプなどでは、電圧増幅部＋電力増幅部の多段増幅回路が組まれ、電圧増幅部をプリアンプ、電力増幅部をパワーアンプと呼ぶ。プリアンプには直線性に優れた、比較的「くせ」の少ない3極管、パワーアンプには上述の「特別に改良された個性的な」ビーム管や5極管が用いられる。
真空管全盛時代、数多くの小型真空管が作られ、多くの型番があるが、電気的特性は「似たようなもの」が多く、種類としては比較的限られており、「ファミリー」あるいは「シリーズ」という分類がなされることもある。「娯楽用の贅沢品」として改良されたオーディオ用真空管の種類はさらに少なく、出力管としては、300、6L6、42、6CA7といったものがその全盛期から定番として用いられており、今日の真空管式ギター・アンプなどはその流れを継承しているものである。
真空管式ギター・アンプなどのプリアンプに用いられる、12AX7、12AT7、12AU7、12AY7などはヒーター電圧6.3/12.6Vの電圧増幅用双3極ミニチュア管であり「12AX7ファミリー」と呼ばれる。このファミリーはもともとオーディオ用真空管ではなく、比較的くせの少ないマルチユースの真空管であり、真空管全盛期に汎用された。オーディオ用としても、真空管1本でステレオ、2段増幅、さらにはイコライジングなどに使えることから便利である。
真空管式ギター・アンプなどのパワーアンプに用いられる、6L6、6V6などはヒーター電圧6.3Vの電力増幅用ビーム管であり、メタル管またはGT管である。これらは「6L6ファミリー」と呼ばれ、その全盛期から高級電蓄に用いられた。少しずつ特性の異なるものが多数ある。はじめに作られたのは軍用のメタル管であるが、これは戦場で必要な、明瞭で大きな音を得るための真空管で、オーディオ用に最適ではあるが、非常に高価なものであったため、内部構造はほとんどそのままに、民需用としてGT管の6V6が作られた。
電蓄にはその他、5極管である42や6F6、6CA7などが多く用いられた。このうち高級品である6CA7やそのファミリーが今日の真空管式ギター・アンプなどによく使われている。なお、6BQ5は6CA7と同時期により小型の出力管として開発されたものである。
また、電圧、電力増幅を一つとして小型化した真空管の代表が6BM8であり、これに12AX7を前置した回路などが真空管時代末期まで、ラジオ・レコードプレーヤなどに多用された。6BM8はもともと高級ラジオ受信機用で、必ずしもオーディオ用真空管とは言えないのであるが、小型で使いやすく、今日でも比較的安価な真空管式ギター・アンプなどに用いられている。
さて、今日、真空管式ギター・アンプなどに12AX7ファミリーと6L6ファミリー、あるいは6CA7ファミリーが組み合わされて使われる大きな理由は三つある。ひとつはパワー管となる6L6ファミリー、あるいは6CA7ファミリーには、いずれも少しずつ特性の異なるものが多数あり、スピーカ回路（エンクロージャを含む）との相性により、それぞれ個性的な音を得られること、また、12AX7ファミリーは比較的くせの少ないマルチユース管であり、6L6ファミリーあるいは6CA7ファミリーのいずれとも電気的な相性がよい上に、DSPなどと併せて「音を創りやすい」こと、そして大きな電流を必要とするヒーターにある。すなわち12AX7ファミリーは6.3/12.6V、6L6ファミリーや6CA7ファミリーは6.3Vであるが、大出力を得るためには電力増幅段はプッシュプル回路とする必要があり、このとき、6L6ファミリーや6CA7ファミリーのヒータを直列に接続して12.6Vで使う。すると、12AX7ファミリーのヒーターと共通にすることができる。一方、これらは傍熱管ではあるが、そのヒーターを交流点灯とすると、ノイズの発生源となることがあり、これを打ち消すためにあえてバラバラで使う場合、今度は12AX7ファミリーのヒーターフィラメントの中点電極を使って6.3Vで点灯させることができる。従って回路設計の自由度が高いのである。

## プリアンプ管
プリアンプは、ギターからの微弱な信号で、パワーアンプを動作させる（ドライブする）ドライブ電圧を得るために設けられる。パワー管をドライブすることから、プリアンプ管のことを、ドライブ管と呼ぶこともある。得られたドライブ電圧を後段のパワー・アンプに送る。
代表的なプリアンプ管である12AX7は現在、Reflector、Shuguang、JJ-Electronicなど各社から供給されている。もとはくせの少ない真空管であるが、現在のものは「オーディオ用としての改良」の結果、さまざまなサウンドを持つようになっている。Reflectorは数種類の12AX7を製造しており、それぞれが異なったサウンドを持っている。
ロングプレート仕様の12AX7（Reflector-12AX7LPS、JJ-Electronic-ECC803Sなど）はコンボ・アンプで使用した場合、プレートが振動を拾い、マイクロフォニック・ノイズを生じるケースがあるため、注意が必要である。

## パワー管
よく使われるパワー管は6L6、6V6、EL34、EL84、6550などで、他に7027、7591などもある。往年の米国管、欧州管のコピー、ロシア軍用管の技術をベースとしたものが現在の主流である。

### 6L6
6L6はRCAが1936年に開発した世界初のビーム4極管で軍用管は5881である。ビーム4極管はコントロールグリッドとスクリーングリッドのピッチが精密に合わされ、プレートとスクリーングリッドとの間に適切な間隔があけられ、電子ビーム形成電極を持つことが特徴となっており、これらによって5極間と同等（開発者は同等以上と称する）の効率を持つことが謳われている。当時、標準的な5極出力管6F6と同じ消費電力でより大きな電流を制御する（より大きな音を出す）ことを目的として開発され、おもな用途はラジオ、PA、安定化電源などであったが、周波数特性がよく、送信管としても使えることから、その後、無線通信の分野にも大きく展開していった。当初のもののプレート電力損失は19Wほどであったが、その後、他の真空管との関係もあって改良され、1959年に規格表が発行された6L6GCのプレート電力損失は30Wとなった。
6L6GCは日本では東芝と日立が生産、6L6GBなどを生産した会社は新日本電気など数多い。派生管としては送信管の807、水平偏向出力管の6BG6などがある。807はAM変調などの用途を考えてB級プッシュプル、C級増幅も規格表に使用例が掲載されており、無線通信機や映画館の大出力アンプなどに汎用された。電気的特性を比較してみると、ギター・アンプにはむしろ807のほうが適するのであるが、プレート電極が管頂に設けられていて使いにくい、高価、AB2級やB級増幅をするには高いドライブ電圧を必要とする、電源部が大きくなるといったことから、敬遠されたようである。
6L6GCの定格プッシュプルAB2級出力は47Wであるが、ギター・アンプでは60Wほどの出力を得ているものがある。6L6GCは比較的余裕のある真空管で、多少の定格オーバーには対応できるものが多いが、定格以上での真空管の使用はメーカーとして保証されず、耐久性、安全性について注意を必要とする。従ってこれらについては基本的に連続使用をせず、短時間の使用に留めることが薦められる。
- 中国(Shuguang)製
  - 往年の銘管のコピーモデルがある。Sylvania 6L6GC(STR-387)のフルコピー・モデルは、Rubyから6L6GCMSTR、TADから6L6GC-STR、MESAからは6L6GC(STR-440)という型番で出されている。GE 6L6GC(clear-top)のコピー・モデルは、Groove TubesからGT-6L6GE、TADからは6L6WGC-STRという型番で出されている。他にRCA 6L6GC(black-plate)のコピー・モデルは、Groove TubesからGT-6L6CHPという型番で出されている。
- ロシア(Reflector)製
  - いくつか種類があり、複数のブランド名で出されている。
- ロシア(Svetlana)製
  - Sylvaniaのコピー品などがある。
- スロバキア(JJ-Electronic)製 
  - ハイスペック・チューブとなっているものがある。

### 6V6
6L6の小出力型で、主に民需用として1937年に開発された。軍需用の6L6の改良が大型にヘビーデューティーにという方向で行われたのに対し、6V6の改良は、その後さらなる小型・廉価に向けて行われ、ミニチュア管の6AQ5へとつながった。6AQ5は汎用管となり、日本の多くのメーカーで生産された。
定格プッシュプルAB1級出力は14WでAB2級出力は定められていないが、ギター・アンプではペアーで20w前後の出力である。したがって小音量でフル・ドライビング・サウンドが得られる。代表的な6V6アンプとしては、フェンダーのデラックスリバーブがある。
- 中国(Shuguang)製
  - RCAのものをコピーした製品がある。通常のように透明な外見ではなく、管面をカーボン・コートしてあるために真っ黒である。これは6V6がスペースの少ない小型アンプで使用されることが多いため、放熱効果を高めるように考慮したためである。
- ロシア(Reflector)製
  - いくつか種類があり、複数のブランド名で出されている。
- スロバキア(JJ-Electronic)製
  - 定格が大きく、6L6と6V6の中間のようなモデルのものがある。
  - 製品には“6V6S”と表記されている。

### 7027
6L6と中身は同じだが、ピン接続が異なっている。1960年代~1970年代のアンペグ・Vシリーズなどに使われていた。1990年代に一時、この管の生産が完全にストップしたが、現在では再び生産されている。

### KT66
RCAからビーム4極管の技術の供与を受けたM-O Valveが英国の状況に合わせ、1937年に開発したのがKT66である。当時、英国ではPX4という3極出力管が多用されており、KT66の3極管接続特性はPX4に近づけてある。プレート電力損失は30W、プッシュプルAB1級出力は30WでプッシュプルAB2級出力は定められていない。
現在、本来は別物である、KT66と6L6GCの区別がやや曖昧になっているきらいがある。これは、真空管が量産されていた当時から、各メーカーで性能向上のための設計変更や、製造コスト削減のため、真空管部材をできるだけ共通・共用とすることがなされてきた結果、現在、「復刻球」（開発メーカーのオリジナル規格に忠実に従った真空管）、「互換球」（若干、特性が異なるが、周辺回路の変更、すなわちアンプの改造をすることなく使える真空管）、「向上球」（各メーカの最新技術を投入して性能を向上させた真空管。アンプの改造が必要になることがある）が混在するためである。従って「こだわって」使いたい場合には、メーカー発行の規格表を入手し、選ぶ必要がある。

### EL34(6CA7)
1950年、Philipsが開発した大出力5極管がEL34である。EL34は欧州での品番であり、米国で販売されたものは6CA7という米国で登録された品番を使用していた。本来開発されたものは5極管で、日本で生産されて国内販売、自社輸出、OEM輸出されたものも5極管だが、米国の一部メーカーではビーム4極管で同規格の真空管を生産して本来、別物となるところ6CA7と銘打ったところがある。Philipsと提携している松下で国産化され、後には日立やNECでも生産された。807しかなかったところに新しく大出力アンプ用の真空管が出たので歓迎された。
規格上、シングルA級ではプレート電圧250Vで11W、プッシュプルAB1級ではプレート電圧350Vで35Wである。またプッシュプルB級ではプレート電圧400Vで55W、プレート電圧800Vで100Wである。この100W出力のアンプは業務用PAアンプや無線送信機の変調器などに用いられたが、実際には100Wの出力が得られないという声もあったようである。
- 中国(Shuguang)製
  - Mullardのものをコピーした製品がある。
- ロシア(Reflector)製
  - いくつか種類があり、複数のブランド名で出されている。最近[いつ?]ではMullardのブランドのものもある。
- スロバキア(JJ-Electronic)製
  - ハイスペックチューブである改良型E34Lがある。Groove TubesからはGT-E34Lという型番で出されている。なお欧州管の場合、業務用向けなどに耐電圧や機械的強度などを高めてあるものは、型番の数字の前に1を入れたり、アルファベットの間に数字を入れて区別されている。

### KT77
1957年にM-O Valveで開発されたビーム4極管でEL34の上位互換球である。EL34と比べると第二グリッドの耐電圧が高く、高電圧動作に有利という特徴を持っている。M-O Valveだけで生産され、追従するメーカーがなかったため、生産中止後、供給が逼迫した。
一部の再生産球は5極管やビーム4極管のEL34(6CA7)に型番だけ入れたものがまかり通っていたようであるが、最近は復刻球も出回っている。

### EL84(6BQ5)
6L6、EL34などがGT管などであるのに対し、ミニチュア管である。米国では6BQ5の名で登録され、日本でもオーディオアンプを中心とした各種用途に向けて各社で生産された。日本国産で個人用のギター・アンプも発売されていた。低いドライブ電圧でもドライブでき、能率の高い球であるが、ばらつきが大きく、小型管なので放熱に気をつける必要がある。
規格上、シングルA級ではプレート電圧250Vで6W、プッシュプルAB1級ではプレート電圧300Vで17Wである。またプッシュプルB 級でもプレート電圧300Vで17Wで、再生産しているメーカーではウルトラリニア動作も発表している。
ギター・アンプではヴォックス(Vox)のAC30などで使われている。
なお、高信頼菅で7189A(EL84M)があり、プレート電圧が350Vに上げられている。
旧ソ連製の軍用管を含み、比較的耐久性が高い。

### ECL82(6BM8)
電圧・電力増幅用3極5極複合ミニチュア管である。もともと高級ラジオ用として開発されたが、特性がよく、使いやすいことから汎用管となり、過去、各社で生産された。代表的な定格は以下の通り。
- eH：6.3V、iH：0.78A
- 3極部 最大定格
- Ep：250V　P損失：1W　Ik：15mA　G回路抵抗：固定バイアス1MΩ　カソードバイアス 3MΩ
- 5極部 （低周波出力最大定格）
- Ep：250V　Ik：50mA　P損失：7W　ESG：250V　SG損失：1.8W　H-K間電圧：200V（正負共）

### 7591
電力増幅用5極GT管である。低いドライブ電圧でドライブでき、高能率である。7591XYZ(Reflector)、7591S(Svetlana)などがある。

## 整流管
真空管回路の要は電源部で、安定した直流電圧を維持するため、昔から工夫が凝らされてきた。整流管は電源部で交流を直流に変換するために使われる整流器である。電圧が不安定になると、音質に影響が顕れる。瞬間的に生じる電圧降下を利用して、アタックの柔らかいまろやかなサウンドをつくる目的から整流管を用いる場合もあるが、これは整流器に半導体ダイオードを用いても特に難しいことではない。電源部については整流管を用いるよりも半導体ダイオードを用いるほうがメリットが大きく、そのようになっているアンプのほうが多い。
むしろ整流管を用いるメリットは、そのゆっくりとした動作開始にある。半導体ダイオードを用いた場合、電源投入後、直ちに高圧が各真空管に印加されるが、これは真空管やその周辺回路のためにはあまりよいことではない。すなわち、各真空管のヒーターが点灯し、その動作が可能となったところで高圧が印加されるのがよく、整流管のゆっくりとした立ち上がりは他の真空管や周辺回路の協調保護に貢献する。現在でも使われている大型真空管などの場合、まず、ヒーター点灯、立ち上がった時点で高圧ONといったシーケンスが組まれるが、小型のギター・アンプなどではこのシーケンスが省略されることが多い。
なお、電源部は音声信号の通過する部分ではないため、ここがどちらの仕様となっていても、他が真空管で構成されていれば「オール・チューブ・アンプ」ということになる。アンプ・メーカーによっては電源部も真空管であるタイプを「フル・チューブ」と呼んで区別しているところもある。電源部も真空管でなければ本物のチューブ・アンプではない、という向きもあるがそれはまったくの間違いであり、また、半導体ダイオードを用いているから、タイトなサウンド、整流管を用いているからまろやかなサウンドが約束されるというものでもないので、事前によく検討する必要がある。